# Concertorgel de Schuyt

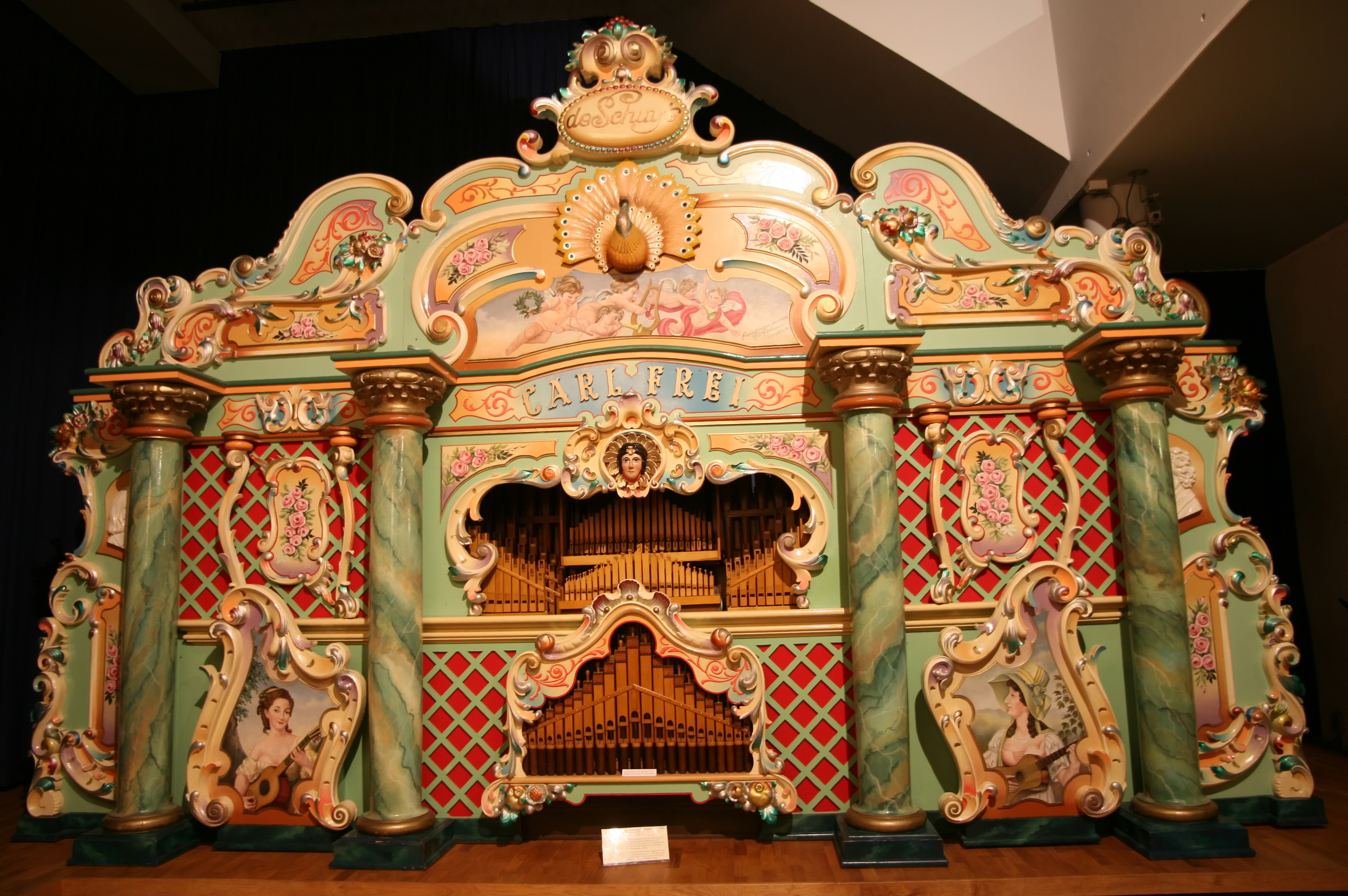
De Schuyt in het Museum Speelklok te Utrecht

Concertorgel de Schuyt is een Belgisch-Nederlands kermisorgel uit het begin van de 20e eeuw. 

## Levensloop
In 1913 werd dit oorspronkelijke Mortierorgel in Antwerpen gebouwd als 89-toets dansorgel. In 1931 kocht Carl Frei het orgel aan en verbouwde het tot 105-toets kermisorgel. Jarenlang was het orgel in het bezit van kermisfamilie Hommerson en speelde het op kermissen verspreid door het land. In 1957 werd het in één koop met het Kermisorgel de Dubbele Ruth aangekocht door het Museum Speelklok, te Utrecht. De aankoop werd mede mogelijk gemaakt door Dhr. Schuyt, waarnaar het orgel vernoemd is.
Door de jaren heen heeft het instrument een viertal fronten gehad. Het huidige front is van 1971 en werd vervaardigd door Feite Posthumus.
Een aantal jaar geleden werd er een midi-systeem aangebracht, waardoor de Schuyt ook de modernste hits kan spelen. Het orgel leest de noten af van een computer, maar speelt nog wel op de traditionele manier door middel van orgelpijpen en slagwerk.